# Pijanec
Le Pijanec ou Plaine de Delčevo (en macédonien Пијанец et Делчевска Котлина) est une petite vallée de l'est de la Macédoine du Nord. Elle se trouve sur le cours supérieur de la Bregalnica, un affluent du Vardar, et s'étend entre deux massifs montagneux, la montagne de Maléchévo et le mont Golak. Le Pijanec est inclus dans le territoire de la municipalité de Delčevo, dont il forme la partie centrale. La région est un axe important puisqu'elle est l'une des seules voies d'accès vers les villes de Pehčevo et Berovo. Elle commande également l'accès de l'un des quatre passages de frontières entre la Macédoine la Bulgarie.
Le Pijanec s'étend sur une quinzaine de kilomètres sur un axe nord-sud, avec une largeur d'environ 5 kilomètres. Fermée par des montagnes à l'est et à l'ouest, elle est séparée du Maléchévo, une autre vallée située sur la Bregalnica, par une petite montagne, le Bejaz Tepe. L'altitude est comprise entre 560 et 580 mètres. Le Pijanec est surtout connu pour la culture de prunes ainsi que pour son vin.